# Sân bay Vaasa
Sân bay Vaasa (tiếng Phần Lan: Vaasan lentoasema, tiếng Thụy Điển: Vasa flygplats) (IATA: VAA, ICAO: EFVA) là một sân bay có cự ly khoảng 9 kilômét (5,6 mi) về phía đông nam của trung tâm thành phố Vaasa. Đây là sân bay lớn thứ 5 ở Phần Lan về lượng hành khách thông qua. Năm 2007, sân bay này đã phục vụ 321.928 lượt khách. Năm 2005 và 2008, sân bay này đã được bầu chọn là sân bay trong năm của Phần Lan. Các hãng hàng không hoạt động ở đây có Finnair và Finncomm Airlines. Sân bay này cũng phục vụ nhiều chuyến bay thuê bao nối với các điểm ở Bulgaria, quần đảo Canary, Hy Lạp, Tây Ban Nha, Thổ Nhĩ Kỳ và Thái Lan.

## Số liệu thống kê
| Năm  | Nội địa | Quốc tế | Tổng cộng | Thay đổi |
| ---- | ------- | ------- | --------- | -------- |
| 2000 | 227.523 | 98.851  | 326.374   | 4,2%     |
| 2001 | 216.409 | 95.651  | 312.060   | −4,4%    |
| 2002 | 194.651 | 74.466  | 269.117   | −13,8%   |
| 2003 | 169.088 | 79.836  | 248.924   | −7,5%    |
| 2004 | 166.836 | 94.480  | 261.316   | 5,0%     |
| 2005 | 178.378 | 118.886 | 297.264   | 13,8%    |
| 2006 | 195.045 | 111.106 | 306.151   | 3,0%     |
| 2007 | 213.833 | 108.095 | 321.928   | 5,2%     |
| 2008 | 234.447 | 108.948 | 343.395   | 6,7%     |

## Các hãng hàng không và tuyến bay

### Bay theo lịch trình
- Finnair (Helsinki)
- Finncomm Airlines (Helsinki)

### Bay thuê bao (mùa Thu 2008 – mùa Xuân 2009)
- Atlasjet (Antalya)
- Bulgaria Air (Varna)
- Finnair (Antalya, Bangkok, Chania, Kos, Kuressaare, Penang, Phuket, Rhodos)
- Freebird Airlines (Antalya)
- Pegasus Airlines (Antalya)
- Primera Air (Mallorca, Monastir)